# Port lotniczy Kuala Lumpur
Port lotniczy Kuala Lumpur (mal. Lapangan Terbang Antarabangsa Kuala Lumpur, IATA: KUL, ICAO: WMKK) – międzynarodowy port lotniczy położony 44 km na południe od Kuala Lumpur, w Malezji. Jest największym portem lotniczym tego kraju. W 2006 r. obsłużył 24 142 134 pasażerów.
Kuala Lumpur International Airport jest w stanie obsługiwać 35 milionów pasażerów i 1,2 mln ton ładunków rocznie. Począwszy od 2006, jest w rankingu 13 najbardziej ruchliwych portów lotniczych na świecie pod względem międzynarodowego ruchu pasażerskiego, a 7 najbardziej ruchliwych międzynarodowym portem lotniczym w Azji. W 2009 obsłużył 29 682 093 pasażerów, 601 620 ton ładunku oraz 225 251 operacji lotniczych. 
Lotnisko jest obsługiwane przez Malaysia Airports (MAHB) Sepang Sdn Bhd i jest węzłem lub bazą dla Malaysia Airlines, MASkargo, AirAsia, AirAsia X i Firefly.
Kuala Lumpur International Airport służy Regionowi Metropolitalnemu Dolna Kelang, Shah Alam, Malakka, Sembilanie, Selangor i Południowemu Perak. Dzięki dużej powierzchni, port lotniczy stał się jednym z kluczowych atutów gospodarczych w kraju, gdzie jest dobrze połączony przez drogi ekspresowe do wszystkich części Półwyspu Malajskiego, wysoko uprzemysłowionych, jak Shah Alam, oraz centrum informacji i technologii komunikacyjnych Multimedia Super Corridor. Jest to jeden z ważnych elementów w gospodarce Malezji, a lotnisko jest głównym ośrodkiem importowo-eksportowym dla kraju. Kuala Lumpur International Airport jest jednym z pięciu lotnisk czterogwiazdkowych w rankingu Skytrax.

## Historia
Budowę KLIA planowana w 1990 r., kiedy to rząd zdecydował, że istniejący Port lotniczy Subang (teraz Port lotniczy Kuala Lumpur-Sułtan Abdul Aziz Shah) nie mógł już pomieścić rosnącej liczby pasażerów. Były premier Malezji Mahathir bin Mohamad był głównym motorem projektu, który był postrzegany jako ważny składnik Multimedia Super Corridor.
Z terenem pod lotnisko, obejmującym 100 km² jest to jeden z największych portów lotniczych na świecie. Jest on zbudowany na kawałku ziemi rolnej i nie wymagał rozbiórki własności prywatnej. Master plan Kuala Lumpur International Airport obejmuje budowę pięciu pasów startowych oraz dwóch terminali w towarzystwie dwóch terminali satelitarnych dla każdego z terminali w trzech etapach. Faza pierwsza rozwoju obejmuje budowę jednego głównego terminalu wraz z jednym terminalem satelitarnym, który jest zdolny pomieścić 25 mln pasażerów i dwa pełne pasy serwisowe. W ramach realizacji fazy pierwszej wybudowano 60 doków, dwadzieścia różnych miejsc parkingowych, osiemdziesiąt miejsc postoju samolotów, cztery hangary konserwacyjne i straży pożarnej. Realizacja drugiego etapu i trzeciego będzie prowadzona z myślą o wzroście liczby pasażerów. Ostatecznie lotnisko będzie w stanie obsłużyć 100 mln pasażerów rocznie, gdy zostaną zrealizowane wszystkie fazy.
Lotnisko zatrudnia 25 tys. pracowników pracujących 24 godziny na dobę. Port lotniczy powstał w ciągu czterech i pół roku. Lotniska zostało oficjalnie zainaugurowane 27 czerwca 1998, na tydzień przed Portem lotniczym Hongkong. Ale loty zostały przeniesione z Subang dni później, 30 czerwca w czasie Igrzysk Wspólnoty Narodów. 

## Linie lotnicze i połączenia
Międzynarodowe lotnisko w Kuala Lumpur obsługiwane jest przez 62 linie lotnicze, które oferują bezpośrednie połączenia do 128 portów lotniczych w Azji, Afryce, Europie i Oceanii:
| Linia lotnicza                  | Kierunek |
| ------------------------------- | --- |
| AirAsia                         | 1. Ahmadabad 2. Alor Setar 3. Balikpapan 4. Banda Aceh 5. Brunei 6. Bandung 7. Bangkok-Don Muang 8. Bangalore 9. Bhubaneswar 10. Bintulu 11. Ćennaj 12. Chiang Mai 13. Chiang Rai (od 2 listopada 2024) 14. Kolombo 15. Đà Lạt (wznowione 1 listopada 2024) 16. Đà Nẵng 17. Bali 18. Dhaka 19. Kanton 20. Guilin 21. Guwahati 22. Hanoi 23. Ho Chi Minh 24. Hongkong 25. Hajdarabad 26. Jaipur 27. Dżakarta 28. Jieyang 29. Johor Bahru 30. Kaohsiung 31. Koczin 32. Kalkuta 33. Kota Bharu 34. Kota Kinabalu 35. Kozhikode 36. Krabi 37. Kuala Terengganu 38. Kuching 39. Kunming 40. Labuan 41. Labuan Bajo 42. Langkawi 43. Lucknow 44. Lombok 45. Makau 46. Makasar 47. Male 48. Manila 49. Medan 50. Miri 51. Nanning 52. Nha Trang 53. Ningbo 54. Padang 55. Pattaya 56. Pekanbaru 57. Penang 58. Perth 59. Phnom Penh 60. Phuket 61. Phú Quốc 62. Port Blair (od 16 listopada 2024) 63. Quanzhou 64. Sandakan 65. Shenzhen 66. Sibu 67. Siem Reap 68. Sihanoukville 69. Singapur 70. Tawau 71. Thiruvananthapuram 72. Tiruchirapalli 73. Wientian 74. Visakhapatnam 75. Rangun 76. Yogyakarta |
| AirAsia X                       | 1. Ałmaty 2. Amritsar 3. Bangkok-Suvarnabhumi 4. Pekin-Daxing 5. Changsha 6. Chengdu 7. Delhi 8. Bali 9. Gold Coast (do 1 grudnia 2024) 10. Hangzhou 11. Hongkong 12. Melbourne 13. Nairobi (od 15 listopada 2024) 14. Osaka-Kansai 15. Perth 16. Sapporo-Chitose 17. Seul-Inczon 18. Szanghaj-Pudong 19. Sydney 20. Tajpej-Taiwan 21. Tokio-Haneda 22. Xi'an Sezonowo: 1. Dżudda 2. Kota Kinabalu |
| Air Arabia                      | 1. Szardża |
| Air China                       | 1. Pekin 2. Chengdu |
| Air India                       | 1. Delhi |
| Air Macau                       | 1. Makau |
| Air Mauritius                   | 1. Mauritius |
| All Nippon Airways              | 1. Tokio-Haneda 2. Tokio-Narita |
| Batik Air                       | 1. Dżakarta 2. Medan |
| Batik Air Malaysia              | 1. Alor Setar (od 7 grudnia 2024) 2. Amritsar 3. Bangkok-Don Muang 4. Batam 5. Bengaluru 6. Brisbane 7. Chengdu 8. Đà Nẵng 9. Delhi 10. Bali 11. Bintulu (od 1 listopada 2024) 12. Dhaka 13. Dubaj 14. Kanton 15. Guilin 16. Guiyang 17. Haikou 18. Hanoi 19. Hat Yai 20. Hongkong 21. Dżakarta 22. Dżudda 23. Johor Bahru 24. Kaohsiung 25. Karaczi 26. Katmandu 27. Koczin 28. Kota Bharu 29. Kota Kinabalu 30. Krabi 31. Kuching 32. Kunming 33. Lahaur 34. Langkawi 35. Lombok 36. Male 37. Medan 38. Medyna 39. Melbourne 40. Miri (od 14 stycznia 2025) 41. Mumbaj 42. Nagoja 43. Naha 44. Nanchang 45. Osaka-Kansai 46. Penang 47. Perth 48. Phuket 49. Sandakan (od 1 grudnia 2024) 50. Seul-Inczon 51. Szanghaj-Pudong 52. Sibu 53. Singapur 54. Sydney 55. Tajpej-Taiwan 56. Taszkent 57. Tawau 58. Tiruchirapalli 59. Tokio-Narita 60. Zhangjiajie 61. Zhengzhou |
| Biman Bangladesh Airlines       | 1. Dhaka |
| British Airways                 | 1. Londyn-Heathrow (wznowione 1 kwietnia 2025) |
| Cambodia Airways                | 1. Phnom Penh |
| Cathay Pacific                  | 1. Hongkong |
| Cebu Pacific                    | 1. Manila |
| China Airlines                  | 1. Tajpej-Taiwan |
| China Eastern Airlines          | 1. Pekin-Daxing 2. Hangzhou 3. Kunming 4. Nankin 5. Szanghaj-Pudong 6. Wuhan |
| China Southern Airlines         | 1. Changsha 2. Kanton 3. Shenzhen 4. Zhengzhou |
| Citilink                        | 1. Dżakarta |
| Emirates                        | 1. Dubaj |
| Ethiopian Airlines              | 1. Addis Abeba 2. Singapur |
| Etihad Airways                  | 1. Abu Zabi |
| EVA Air                         | 1. Tajpej-Taiwan |
| Firefly                         | 1. Haikou 2. Penang |
| Garuda Indonesia                | 1. Dżakarta |
| Himalaya Airlines               | 1. Katmandu |
| IndiGo                          | 1. Ćennaj |
| Indonesia AirAsia               | 1. Bali 2. Dżakarta 3. Lombok 4. Medan 5. Surabaja |
| Iraqi Airways                   | 1. Bagdad |
| Japan Airlines                  | 1. Tokio-Narita |
| Jetstar Asia                    | 1. Singapur |
| KLM                             | 1. Amsterdam 2. Dżakarta |
| Korean Air                      | 1. Seul-Inczon |
| Loong Air                       | 1. Hangzhou |
| Lucky Air                       | 1. Lijiang |
| Malaysia Airlines               | 1. Adelaide 2. Ahmadabad 3. Alor Setar 4. Amritsar 5. Auckland 6. Bandung 7. Bangkok-Suvarnabhumi 8. Pekin-Daxing 9. Bangalore 10. Bintulu 11. Brisbane (od 15 marca 2025) 12. Ćennaj 13. Chiang Mai 14. Kolombo 15. Đà Nẵng 16. Delhi 17. Bali 18. Dhaka 19. Doha 20. Kanton 21. Hanoi 22. Ho Chi Minh 23. Hongkong 24. Hajdarabad 25. Dżakarta 26. Dżudda 27. Johor Bahru 28. Katmandu 29. Koczin 30. Kota Bharu 31. Kota Kinabalu 32. Kuala Terengganu 33. Kuantan 34. Kuching 35. Labuan 36. Langkawi 37. Londyn-Heathrow 38. Male 39. Manila 40. Medan 41. Medyna 42. Melbourne 43. Miri 44. Mumbaj 45. Osaka-Kansai 46. Paryż-Charles de Gaulle (wznowione 22 marca 2025) 47. Pekanbaru 48. Penang 49. Perth 50. Phnom Penh 51. Phuket 52. Sandakan 53. Sapporo-Chitose 54. Seul-Inczon 55. Szanghaj-Pudong 56. Sibu 57. Singapur 58. Surabaja 59. Sydney 60. Tajpej-Taiwan 61. Tawau 62. Thiruvananthapuram 63. Tokio-Haneda 64. Tokio-Narita 65. Xiamen 66. Rangun 67. Yogyakarta |
| Myanmar Airways International   | 1. Rangun |
| Nepal Airlines                  | 1. Katmandu Sezonowo: 1. Bhairahawa |
| Oman Air                        | 1. Maskat |
| Pakistan International Airlines | 1. Islamabad 2. Lahaur |
| Philippine Airlines             | 1. Manila |
| Philippines AirAsia             | 1. Manila (do 22 października 2024) |
| Qatar Airways                   | 1. Doha |
| Royal Brunei Airlines           | 1. Brunei |
| SalamAir                        | Sezonowo: 1. Maskat |
| Saudia                          | 1. Dżudda 2. Medyna 3. Rijad |
| Scoot                           | 1. Singapur |
| Shanghai Airlines               | 1. Szanghaj-Pudong |
| Shenzhen Airlines               | 1. Shenzhen |
| Sichuan Airlines                | 1. Chengdu-Tianfu 2. Haikou |
| Singapore Airlines              | 1. Singapur |
| SriLankan Airlines              | 1. Kolombo |
| Starlux Airlines                | 1. Tajpej-Taiwan |
| Super Air Jet                   | 1. Padang 2. Pekanbaru 3. Surabaja |
| Thai AirAsia                    | 1. Bangkok-Don Muang 2. Bangkok-Suvarnabhumi 3. Hat Yai |
| Thai Airways International      | 1. Bangkok-Suvarnabhumi |
| TransNusa                       | 1. Dżakarta |
| Turkish Airlines                | 1. Stambuł 2. Sydney (od 28 listopada 2024) |
| Turkmenistan Airlines           | 1. Aszchabad |
| US-Bangla Airlines              | 1. Dhaka |
| Uzbekistan Airways              | 1. Taszkent |
| VietJet Air                     | 1. Hanoi (od 28 listopada 2024) 2. Ho Chi Minh |
| Vietnam Airlines                | 1. Hanoi 2. Ho Chi Minh |
| XiamenAir                       | 1. Chongqing 2. Fuzhou 3. Xiamen |

### Cargo
- Cargolux (Baku, Madras, Luksemburg, Singapur)
- Cargo Garuda Indonesia (Dżakarta-Soekarno-Hatta)
- China Airlines Cargo (Penang, Tajpej-Taoyuan)
- China Eastern Airlines (Szanghaj-Pudong)
- Coyne Airways
- DHL
- Eva Air Cargo (Tajpej-Taoyuan)
- Federal Express (Anchorage, Cebu, Los Angeles, Penang, Singapur, Subic Bay, Tokio-Narita)
- Gading Sari (Dżakarta-Halim)
- Korean Air Cargo (Seul-Incheon)
- Lufthansa Cargo (Bangkok-Suvarnabhumi, Madras, Frankfurt)
- MASkargo (Amsterdam, Bazylea/Miluza, Pekin, Dubaj, Frankfurt, Kanton, Hongkong, Stambuł-Atatürk, Melbourne, Mediolan-Malpensa, Szanghaj-Pudong, Sydney, Tajpej-Taoyuan, Taszkent, Tokio-Narita)
- Nippon Cargo Airlines (Osaka-Kansai, Tokio-Narita)
- Republic Express (Dżakarta-Soekarno-Hatta)
- Singapore Airlines Cargo (Singapur)
- TNT Airways
- Transmile Air Services (Anchorage, Bangalore, Madras, Hongkong, Dżakarta, Johor Bahru, Kota Kinabalu, Kuching, Luik, Malmö, Manila, Medan, Bombaj, Nagoja, Osaka-Kansai, Penang, Riverside, Szanghaj-Pudong, Shenzhen, Singapur, Tokio-Narita, Tajpej-Taoyuan)
- Tri-MG Intra Asia Airlines (Dżakarta-Soekarno-Hatta)
- United Parcel Service (Anchorage, Kolonia/Bonn, Dubaj, Penang, Singapur)